# Bourges Foot 18
Bourges Foot 18 is een Franse voetbalclub uit Bourges. De club werd opgericht in april 2021 na een fusie tussen Bourges Foot en Bourges 18. Beide clubs speelden op dat moment in de Championnat National 2, de vierde klasse. 

## Geschiedenis
Bourges 18 was de opvolger van FC Bourges, dat in 1998 failliet ging. Bourges Foot werd in 1983 opgericht. Deze club promoveerde in 2017 naar de National 3 en in 2019 naar de National 2.
Op 25 oktober 2023 werd Bourges gekocht door de Senegalese voetballer Sadio Mané.